# Friedrich Adler
Friedrich Adler (Viena, Imperi Austrohongarès, 9 de juliol de 1879 - Zúric, Suïssa, 2 de gener de 1960) va ser un polític i revolucionari austríac.
Fill del també polític socialista Víctor Adler, va estudiar química, física i matemàtiques a Zúric. En 1897 es va afiliar al partit socialdemòcrata d'Àustria (SPÖ) i en 1907 va ser editor del magazine Der Kampf ("La lluita"). Va ser un bon amic d'Albert Einstein.
En la seva lluita revolucionària contra la repressió policial a Àustria-Hongria va prendre mesures dràstiques quan el 21 d'octubre de 1916, en el restaurant de l'hotel vienès Meißl und Schadn va disparar tres vegades al ministre-president d'Àustria, el Comte Karl von Stürgkh, causant-li la mort. Per aquest crim va ser sentenciat a pena de mort, posteriorment reduïda a 18 anys de presó, gràcies a l'emperador Carles I. L'1 de novembre de 1918, en plena revolució, va ser alliberat.
Va desenvolupar la seva vida política a Àustria fins a la Segona Guerra Mundial. Es va exiliar als Estats Units i es va retirar de la política. Va morir a Zúric a l'edat de 80 anys.